# Fabio Concato
Fabio Concato, pseudonimo di Fabio Piccaluga (Milano, 31 maggio 1953), è un cantautore italiano.

## Biografia

### Gli anni '70
È figlio di Luigi Piccaluga, chitarrista e autore jazz più noto come Gigi Concato, a sua volta figlio dei cantanti lirici Nino Piccaluga e Augusta Concato; trae quindi lo pseudonimo dal cognome della nonna paterna, replicando quanto fatto dal padre.
Muove i primi passi nel mondo della musica nel 1974, quando insieme agli amici Bruno Graceffa e Giorgio Porcaro forma il gruppo cabarettistico "I Mormoranti", in cui scrive testi e musiche e inizia a esibirsi nel celebre locale Derby di Milano. È scoperto da Walter Guertler, che lo mette sotto contratto per la Harmony, etichetta del gruppo S.A.A.R., per cui incide nel 1977 l'album Storie di sempre che contiene il singolo A Dean Martin (che ottiene un buon successo radiofonico e di vendite).
Nel 1978 partecipa all'incisione dei cori nel 45 giri Ufo Robot/Shooting Star, rispettivamente sigla iniziale e finale della prima serie televisiva mecha arrivata in Italia, Atlas Ufo Robot, e di altre canzoni nell'LP omonimo della serie, pubblicato dalla Fonit Cetra, infatti è interprete solista nelle canzoni Procton e Rigel.
Dopo un altro album per la Harmony, Svendita totale nel 1978, passa alla Philips, per la quale incide nel 1979 Zio Tom, il cui brano principale verrà poi ripreso nel 1990 anche da Mina per il disco Ti conosco mascherina.

### Gli anni '80
Passano tre anni prima che Fabio torni sul mercato, ma questa volta con successo. L'album omonimo del 1982 segna il primo vero riscontro popolare per Concato, trascinato dal singolo Domenica bestiale, partecipante al Festivalbar di quell'estate, e che diventerà in breve tempo il classico per eccellenza del cantautore milanese. Il brano fa tra l'altro parte della colonna sonora del film di Marco Risi Vado a vivere da solo, con Jerry Calà protagonista.
Nel 1984 Concato centra il suo maggiore successo discografico con un altro album omonimo, in cui sono contenuti alcuni dei suoi classici quali Ti ricordo ancora, Tienimi dentro te, Sexy Tango, Rosalina, Guido piano e soprattutto Fiore di maggio, altra indimenticabile hit dedicata alla figlia Carlotta.
Del 1986 è l'album Senza avvisare, anch'esso un buon successo discografico (arriva al numero due nella classifica 33 giri).
Nel 1988 incide una canzone dedicata al Telefono Azzurro, 051/222525, che ha come titolo quello che all'epoca era il numero della linea umanitaria dedicata ai minori ed ha come tema proprio le violenze domestiche ai bambini; i proventi lordi derivanti dalla vendita del singolo sono stati interamente devoluti all'organizzazione per la difesa dei minori. Il brano, pubblicato poco prima di Natale, nelle settimane successive arriva al primo posto nella classifica dei singoli più venduti.

### Gli anni '90
Nel 1990 partecipa al 33º Zecchino d'oro in qualità di autore, con la canzone L'ocona sgangherona. Sempre nello stesso anno, a distanza di 4 anni dall'ultimo lavoro, Concato pubblica un album di inediti, Giannutri che diventa un nuovo successo anche grazie al brano trainante Speriamo che piova (nell'album include anche il brano di successo 051/222525 riproponendolo con un nuovo arrangiamento). Segue la prima raccolta ufficiale Punto e virgola.
Nel 1992 è la volta di In viaggio, altro successo di vendite e di critica. A seguire Vita quotidiana, dove sono inclusi alcuni duetti, tra cui "Chiama piano" cantata con Pierangelo Bertoli nel 1990. Arriva anche (sulla scia della moda di quel decennio) un album di canzoni reincise: Scomporre e ricomporre, pubblicato nel 1994, che contiene l'inedito Troppo vento. Per questioni dichiaratamente affettive, la canzone Guido piano viene riproposta nella sua versione originale. Sempre nello stesso anno, trova anche il tempo per pubblicare le musiche per Il piccolo principe in versione audiolibro.
I successivi due album del decennio, nel 1996 Blu e nel 1999 Fabio Concato in cui c'è il successo M'innamoro davvero, (con la partecipazione di José Feliciano) si attesteranno su discreti livelli di vendita.

### Gli anni 2000
A sorpresa, nel 2001, decide di partecipare al Festival di Sanremo con Ciao ninìn, la canzone farà da apripista all'album Ballando con Chet Baker, che mette in evidenza una virata verso sonorità più spiccatamente jazz.
Del 2003 è il primo album live di Concato, Voilà. Ha anche collaborato con Samuele Bersani con la canzone Binario 3. Nel 2004 Concato intraprende un'apprezzata tournée in coppia con Anna Oxa, dal titolo Viceversa Tour, che vede i due artisti giocare a scambiarsi e reinterpretare i rispettivi successi.
Torna al Festival di Sanremo nel 2007 con la canzone Oltre il giardino, ispirato alle difficoltà di chi perde il lavoro a "cinquant'anni". Duettando nella serata del 1º marzo con Michele Zarrillo, la canzone ottiene un ottimo riscontro critico e permette la pubblicazione di un'antologia di successi in una veste ancora riarrangiata.

### Gli anni 2010
Nel 2010 incide il singolo Amico mio col giovane cantautore Giancarlo Di Muoio per raccogliere fondi in favore del Centro Ambrosiano per la Solidarietà di Milano, partecipa al nuovo album di Ana Flora, cantante brasiliana, con la quale esegue una versione carioca di Rosalina A Rosinha e l'inedito L'aquilone.
Dopo il lancio dei due singoli Tutto qua e Un trenino nel petto, il 20 marzo 2012 pubblica, dopo 11 anni dal precedente, un nuovo album di inediti intitolato Tutto qua.
L'8 dicembre 2014 esce per la casa editrice Halidon la versione di Ti Ricordo Ancora in featuring con l'artista siciliana Cristina Russo', singolo che anticipa  l'album da cui è tratto  " A modo Mio: Cristina Russo canta Fabio Concato ". 
Le canzoni  riarrangiate da Marco Di Dio e Nicola Falco scelte personalmente dall'artista, raccontano il suo percorso e i dischi  realizzati nella sua vita,  per essere reinterpretati appositamente da una nuova voce femminile. 
Il 6 maggio 2016 esce l'album Non smetto di ascoltarti in collaborazione con il pianista Julian Oliver Mazzariello e il trombettista Fabrizio Bosso, contenente cover di classici della musica italiana e brani dello stesso Concato in chiave jazz, mentre a maggio del 2017 pubblica Gigi, disco in cui rivisita alcuni suoi successi del passato con gli arrangiamenti di Paolo di Sabatino.
A marzo 2018  riceve il Premio Note da Oscar, per la sezione "canzoni nel cinema", dal Festival Alessandro Cicognini; il riconoscimento è stato consegnato da Davide Cavuti, direttore del Centro Studi Nazionale Cicognini, prima del suo concerto al Teatro Sirena di Francavilla al Mare.
Il 24 aprile 2018 esce il film di Paolo Sorrentino Loro 1, in cui Concato appare in un cameo cantando Domenica Bestiale.

### Gli anni 2020
Il 5 maggio 2020, durante la pandemia di COVID-19, il cantautore presenta il singolo L'umarell, cantato in dialetto milanese. Il termine "Umarell", reso celebre dallo scrittore bolognese Danilo Masotti, nei dialetti dell'Italia settentrionale indica i tipici anziani pensionati che osservano i cantieri, spesso commentando i lavori o dispensando consigli non richiesti agli operai. La canzone è un omaggio alla sua Milano, città duramente colpita dal virus.
Il 7 dicembre 2020 l'artista ritira l'onorificenza Ambrogino d'oro per aver devoluto in beneficenza i proventi della sua canzone L'umarell.
Il 24 settembre 2021 pubblica su tutti i suoi canali Internet ufficiali L'aggeggino, dedicata alla sua prima nipote, Nina, primogenita di Carlotta.
Il 25 febbraio 2022 appare in un album tributo ad Enzo Jannacci con il brano Ventiventi.
Nel 2022 vince il Premio Tenco, il riconoscimento assegnato dal Club Tenco dal 1974 agli artisti che hanno apportato un contributo significativo alla canzone d’autore mondiale.
Nel 2025 torna con Automobilisti, una nuova canzone in coppia con Federico Stragà. 
Nella sua carriera ha pubblicato 125 brani scritti e cantati da lui e oltre 40 brani tra cover, duetti, versioni alternative e collaborazioni.

## Riconoscimenti
Premio Lunezia Pop d'Autore 2007 per il valore musical-letterario dell'album Oltre il giardino.

## Discografia

### Album in studio
- 1977 - Storie di sempre
- 1978 - Svendita totale
- 1979 - Zio Tom
- 1982 - Fabio Concato
- 1984 - Fabio Concato
- 1986 - Senza avvisare
- 1990 - Giannutri
- 1992 - In viaggio
- 1996 - Blu
- 1999 - Fabio Concato
- 2001 - Ballando con Chet Baker
- 2012 - Tutto qua
- 2016 - Non smetto di ascoltarti